# アイリッシュカーボム
アイリッシュカーボム（英: Irish car bomb）はギネスを使用したカクテル。アイリッシュショット（Irish Shot）とも呼ばれる。聖パトリックの祝日に人気のある飲み物の1つ。

## 概要
カクテル名を日本語に直訳すると「アイルランドの自動車爆弾」という意味となる。
アメリカ合衆国コネチカット州ノーウィッチにあるウィルソンズ・サルーン（Wilson’s Saloon）の元オーナーであるチャールズ・バーク・クローニン・オート（Charles Burke Cronin Oat）が1979年に考案したとされている。
アイリッシュカーボムという名称は不快であるとされ、特にアイルランドでは使用されない。世界的にもアイリッシュショットの呼称が広がっている。

## レシピ
レシピの例を以下に挙げる。
材料
- ギネス・スタウト - 1/2パイント
- アイリッシュ・ウイスキー（ジェムソン・アイリッシュ・ウイスキー） - ショットグラスに1/2
- アイリッシュ・クリーム（ベイリーズ・オリジナル・アイリッシュ・クリーム） - ショットグラスに1/2

作り方
1. パイントグラスにギネスを注ぐ。
2. ショットグラスにジェムソンとベイリーズを注ぐ。
3. ショットグラスをパイントグラスのギネスの中に落とす。

なお、ショットグラスをパイントグラスに落とした後は一気飲みすることが推奨されている。これは、アイリッシュ・クリームがギネスの酸性と化学反応し、凝固し始めるためでもある。